# EuroHockey Club Champions Cup 2000 (Herren, Feld)
Die 27. Austragung des EuroHockey Club Champions Cup (Herren-Feld) fand vom 9. – 12. Juni 2000 im englischen Cannock statt.
Mit dem gastgebenden Cannock HC und dem Club Egara aus Spanien nahmen zwei Teams bereits 1999 teil. Der Club an der Alster sicherte sich erstmals den Titel durch ein 1:1, 5:3 n.7m im Finale gegen den HC Bloemendaal aus den Niederlanden.

## EuroHockey Club Champions Cup
Gruppe A
Freitag, 9. Juni 2000
- 17:00 A: HC Bloemendaal  – Eagles Hockey Club  8:0
- 19:00 A: KS Pocztowiec Posen  – Cannock HC  0:1

Samstag, 10. Juni 2000
- 16:00 A: HC Bloemendaal  – Cannock HC  4:0
- 18:00 A: KS Pocztowiec Posen  – Eagles Hockey Club  4:1

Sonntag, 11. Juni 2000
- 15:00 A: HC Bloemendaal  – KS Pocztowiec Posen  2:0
- 17:00 A: Cannock HC  – Eagles Hockey Club  3:1

| .   |                     |      |        |
| Pos | Verein              | Tore | Punkte |
| 1.  | HC Bloemendaal      | 14:0 | 9      |
| 2.  | Cannock HC          | 4:5  | 6      |
| 3.  | KS Pocztowiec Posen | 4:4  | 3      |
| 4.  | Eagles Hockey Club  | 2:15 | 0      |

Gruppe B
Freitag, 9. Juni 2000
- 12:30 A: Club Egara  – Hockey Cernusco  6:1
- 14:30 A: Club an der Alster  – Lille MHC  4:1

1
Samstag, 10. Juni 2000
- 11:30 A: Club Egara  – Lille MHC  8:0
- 13:30 A: Club an der Alster  – Hockey Cernusco  9:1

Sonntag, 11. Juni 2000
- 10:30 A: Lille MHC  – Hockey Cernusco  6:2
- 12:30 A: Club Egara  – Club an der Alster  2:4

| .   |                    |      |        |
| Pos | Verein             | Tore | Punkte |
| 1.  | Club an der Alster | 17:4 | 9      |
| 2.  | Club Egara         | 16:5 | 6      |
| 3.  | Lille MHC          | 7:14 | 3      |
| 4.  | Hockey Cernusco    | 4:21 | 0      |

Platzierungsspiele
Montag, 12. Juni 2000
- 09:30 Abstiegsspiel 4.A – 3.B: Eagles Hockey Club  – Lille MHC  4:7
- 09:30 Abstiegsspiel 3.A – 4.B: KS Pocztowiec Posen  – Hockey Cernusco  5:4
- 12:30 Spiel um Platz 3: Cannock HC  – Club Egara  0:3
- 14:30 Finale: HC Bloemendaal  – Club an der Alster  1:1, 3:5 n.7m

Endstand
- 1. Club an der Alster  Euro Hockey Club Champions Cup 2001
- 2. HC Bloemendaal
- 3. Club Egara
- 4. Cannock HC
- 5. Lille MHC
- 5. KS Pocztowiec Posen
- 7. Hockey Cernusco  (Abstieg für Italien zur EuroHockey Club Champions Trophy 2001)
- 7. Eagles Hockey Club  (Abstieg für Gibraltar zur EuroHockey Club Champions Trophy 2001)

## EuroHockey Club Champions Trophy
Die EuroHockey Club Champions Trophy fand vom 9. – 12. Juni 2000 im nordirische Belfast statt. Sie bildete den ersten Unterbau zum EuroHockey Club Champions Cup. Die Clubs spielten neben dem Titel auch um Auf- und Abstieg ihrer nationalen Verbände für die folgende Europapokalsaison.
Gruppe A
Freitag, 9. Juni 2000
- 14:00 A: SC Stroitel Brest  – HC Olten  2:3
- 16:00 A: Instonians HC  – Slavia Prag  4:0

Samstag, 10. Juni 2000
- 14:00 A: Instonians HC  – HC Olten  2:1
- 16:00 A: SC Stroitel Brest  – Slavia Prag  2:3

Sonntag, 11. Juni 2000
- 14:00 A: Slavia Prag  – HC Olten  0:2
- 16:00 A: SC Stroitel Brest  – Instonians HC  1:5

| .   |                   |      |        |
| Pos | Verein            | Tore | Punkte |
| 1.  | Instonians HC     | 11:2 | 9      |
| 2.  | HC Olten          | 6:4  | 6      |
| 3.  | Slavia Prag       | 3:8  | 3      |
| 4.  | SC Stroitel Brest | 5:11 | 0      |

Gruppe B
Freitag, 9. Juni 2000
- 10:00 B: KHC Dragons  – Wiener AC  7:3
- 12:00 B: Western HC  – Olimpic Vinnitsa  5:0

Samstag, 10. Juni 2000
- 10:00 B: KHC Dragons  – Olimpic Vinnitsa  3:0
- 12:00 B: Western HC  – Wiener AC  6:0

Sonntag, 11. Juni 2000
- 10:00 B: Olimpic Vinnitsa  – Wiener AC  1:1
- 12:00 B: KHC Dragons  – Western HC  0:4

| .   |                  |      |        |
| Pos | Verein           | Tore | Punkte |
| 1.  | Western HC       | 15:0 | 9      |
| 2.  | KHC Dragons      | 10:7 | 6      |
| 3.  | Olimpic Vinnitsa | 1:9  | 1      |
| 4.  | Wiener AC        | 4:14 | 1      |

Platzierungsspiele
Montag, 12. Juni 2000
- 09:00 Abstiegsspiel 4.A – 3.B: SC Stroitel Brest  – Olimpic Vinnitsa  9:3
- 09:00 Abstiegsspiel 3.A – 4.B: Slavia Prag  – Wiener AC  3:2
- 11:30 Spiel um Platz 3: HC Olten  – KHC Dragons  3:2
- 14:00 Finale: Instonians HC  – Western HC  3:5

Endstand
- 1. Western HC  (Aufstieg für Schottland zum EuroHockey Club Champions Cup 2001)
- 2. Instonians HC  (Aufstieg für Irland zum EuroHockey Club Champions Cup 2001)
- 3. HC Olten
- 4. KHC Dragons
- 5. SC Stroitel Brest
- 5. Slavia Prag
- 7. Olimpic Vinnitsa  (Abstieg für die Ukraine zur EuroHockey Club Champions Challenge 2001)
- 7. Wiener AC  (Abstieg für Österreich zur EuroHockey Club Champions Challenge 2001)

## EuroHockey Club Champions Challenge
Die EuroHockey Club Champions Challenge fand vom 9. – 12. Juni 2000 in der walisischen Stadt Cardiff statt. Sie bildete den zweiten Unterbau zum EuroHockey Club Champions Cup. Die Clubs spielten neben dem Titel auch um den Aufstieg ihrer nationalen Verbände für die folgende Europapokalsaison.
Gruppe A
Donnerstag, 9. Juni 2000
- 10:00 A: SKA Samara  – Kedanainiai  11:0
- 12:00 A: Slagelse HC  – Ramaldense FC  2:2

Freitag, 10. Juni 2000
- 10:00 A: SKA Samara  – Ramaldense FC  1:0
- 12:00 A: Slagelse HC  – Kedanainiai  13:0

Samstag, 11. Juni 2000
- 10:00 A: SKA Samara  – Slagelse HC  1:1
- 12:00 A: Ramaldense FC  – Kedanainiai  5:0

| .   |               |      |        |
| Pos | Verein        | Tore | Punkte |
| 1.  | SKA Samara    | 13:1 | 7      |
| 2.  | Slagelse HC   | 16:3 | 5      |
| 3.  | Ramaldense FC | 7:3  | 4      |
| 4.  | Kedanainiai   | 0:29 | 0      |

Gruppe B
Donnerstag, 9. Juni 2000
- 14:00 B: Valhalla LHC  – HT 85  2:0
- 16:00 B: Whitchurch HC  – Zorka Subotica  2:2

Freitag, 10. Juni 2000
- 14:00 B: Valhalla LHC  – Zorka Subotica  1:1
- 16:00 B: Whitchurch HC  – HT 85  0:1

Samstag, 11. Juni 2000
- 14:00 B: Valhalla LHC  – Whitchurch HC  2:2
- 16:00 B: Zorka Subotica  – HT 85  4:3

| .   |                |      |        |
| Pos | Verein         | Tore | Punkte |
| 1.  | Valhalla LHC   | 5:3  | 5      |
| 2.  | Zorka Subotica | 7:6  | 5      |
| 3.  | HT 85          | 4:6  | 3      |
| 4.  | Whitchurch HC  | 4:5  | 2      |

Platzierungsspiele
Sonntag, 12. Juni 2000
- 09:00 4.A – 3.B: Kedanainiai  – HT 85  1:8
- 09:30 3.A – 4.B: Ramaldense FC  – Whitchurch HC  0:3
- 11:30 Spiel um Platz 3: Slagelse HC  – Zorka Subotica  6:1
- 14:00 Finale: SKA Samara  – Valhalla LHC  6:1

Endstand
- 1. SKA Samara  (Aufstieg für Russland zur EuroHockey Club Champions Trophy 2001)
- 2. Valhalla LHC  (Aufstieg für Schweden zur EuroHockey Club Champions Trophy 2001)
- 3. Slagelse HC
- 4. Zorka Subotica
- 5. Whitchurch HC
- 5. HT 85
- 7. Kedanainiai
- 7. Ramaldense FC

## Quelle
Deutsche Hockey Zeitung Juni 2000